# Súlendur
Súlendur är ett berg i republiken Island. Det ligger i regionen Austurland, 300 km nordost om huvudstaden Reykjavík. Toppen på Súlendur är 810 meter över havet.
Trakten runt Súlendur är nära nog obefolkad, med mindre än två invånare per kvadratkilometer. Det finns inga samhällen i närheten. Trakten runt Súlendur består i huvudsak av gräsmarker.